# سوندرا بيري
سوندرا بيري (بالإنجليزية: Sondra Perry)‏ هي فنانة فيديو أمريكية، ولدت في 1986 في بيرث أمبوي في الولايات المتحدة.